# HD 197093
HD 197093，又名CD-4013994，SAO 212369、HR 7915，是一颗恒星，视星等为6.29，位于銀經2.37，銀緯-37.67，其B1900.0坐标为赤經20h 36m 20.1s，赤緯-39° -37.67′ 57″。